# Marina Nazionale Repubblicana
 (juin 2016).
Si vous disposez d'ouvrages ou d'articles de référence ou si vous connaissez des sites web de qualité traitant du thème abordé ici, merci de compléter l'article en donnant les références utiles à sa vérifiabilité et en les liant à la section « Notes et références ».
La Marina Nazionale Repubblicana était la marine de guerre de la République sociale italienne, constituée entre septembre et octobre 1943 et opérationnelle à partir de janvier 1944. Ses missions consistaient surtout en la surveillance des cotes et la pose de mines marines. L'absence de moyens et la position méfiante des nazis, qui préféraient la Xe Flottiglia MAS de la Repubblica Sociale Italiana de Junio Valerio Borghese (différente de la Xe Flottiglia MAS du royaume d'Italie), furent un obstacle aux opérations jusqu'au 14 février 1944, quand Junio Valerio Borghese devient le sous-chef de la Marina Nazionale Repubblicana. 